# 阿拉爾區 (克孜勒奧爾達州)
46°47′0″N 61°40′0″E / 46.78333°N 61.66667°E

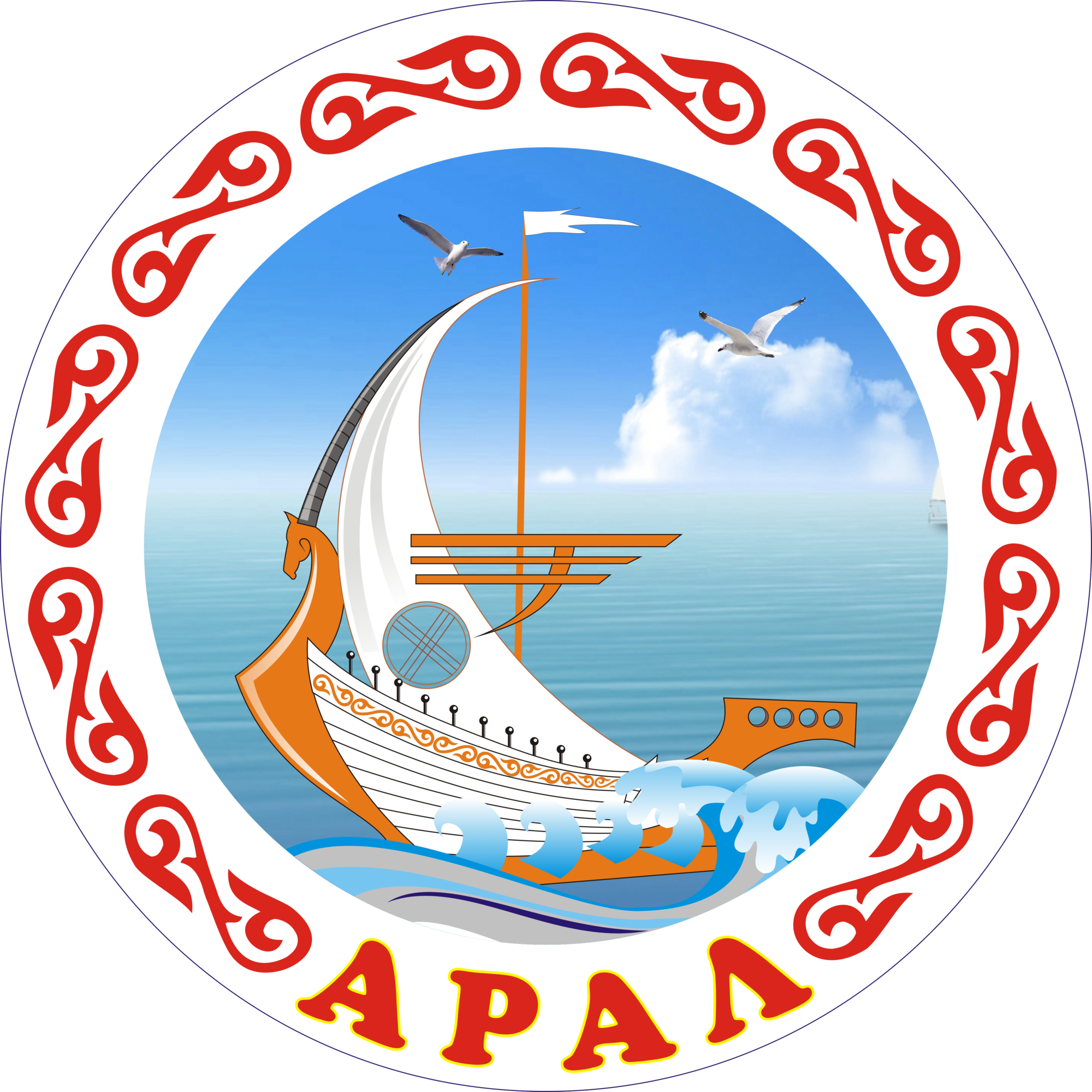

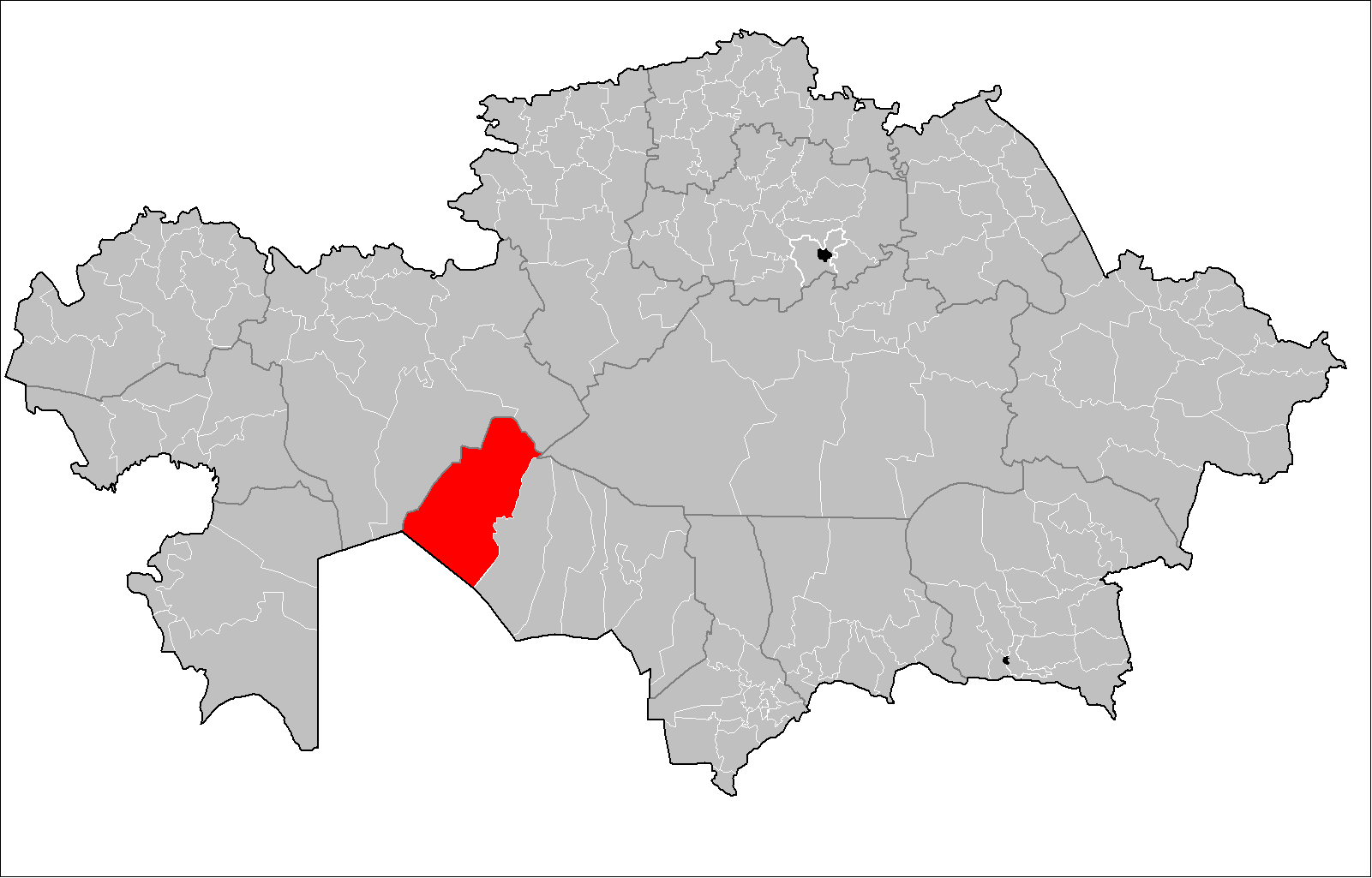

阿拉爾區是哈薩克斯坦的行政區，位於該國南部，由克孜勒奧爾達州負責管轄，首府設於阿拉爾，始建於1938年，面積68,400平方公里，2019年人口79,150。